# سگ‌ها در دین
سگ‌ها در دین، اسطوره‌ها، داستان‌ها و افسانه‌های بسیاری از فرهنگ‌ها نقش داشته‌اند. آنها در سنت‌های مذهبی مختلف در سراسر جهان جایگاهی متنوع و چندوجهی دارند. این تفاسیر اغلب بر پایه‌ طبیعت وفادار و پایبند سگ‌ها شکل می‌گیرد که به نوعی بازتابی از وفاداری انسان به نیروهای برتر است.
در این زمینه‌های دینی، نقش سگ‌ها در دین از نمادهای فضیلت‌هایی مانند وفاداری و حفاظت گرفته تا آموزه‌هایی درباره‌ی پاکی و آیین‌های مذهبی متغیر است که در ادامه‌ مقاله بیشتر مورد بحث قرار خواهد گرفت. از اسطوره‌های باستانی تا آیین‌های معنوی معاصر، حضور سگ‌ها تأثیری ماندگار بر ضمیر جمعی انسان‌ها گذاشته است و بازتابی از میل درونی آنها به معنا و ارتباط در بافت پیچیده‌ ایمان و معنویت است.
در اسطوره‌شناسی، سگ‌ها اغلب به‌عنوان حیوانات خانگی یا نگهبانان دیده می‌شوند. داستان‌هایی درباره‌ سگ‌هایی که از دروازه‌های دنیای مردگان پاسداری می‌کنند، در سراسر اسطوره‌های هندواروپایی تکرار شده‌اند و ممکن است ریشه در دین نیاهندواروپایی داشته باشند. تاریخ‌نگار ژولین دُوی سه روایت مرتبط با سگ‌ها در اسطوره‌شناسی را پیشنهاد کرده است. نخست، ارتباط آنها با زندگی پس از مرگ که به نقش نگهبانی‌شان در اسطوره‌های هندواروپایی اشاره دارد؛ دوم، پیوند میان انسان‌ها و سگ‌ها؛ و سوم، ارتباط آنها با ستاره‌ شباهنگ. شواهد ارائه‌شده توسط دُوی نشان می‌دهد که میان اسناد اسطوره‌ای از فرهنگ‌های مختلف و داده‌های ژنتیکی و فسیلی مرتبط با اهلی‌سازی سگ‌ها، همبستگی وجود دارد.
لیزا کمرر در اثر خود، حیوانات و دین جهانی، رابطه‌ پیچیده‌ میان حیوانات و سنت‌های مذهبی مختلف را بررسی می‌کند. در فرهنگ‌های دینی گوناگون، حیوانات به شیوه‌های متفاوتی درک، مورد احترام و در آیین‌ها به کار گرفته می‌شوند. حضور آنها در داستان‌های دینی و آیین‌های مذهبی، اثری ماندگار بر چشم‌انداز معنوی بر جای گذاشته است و گواهی بر پیوند عمیق میان انسان‌ها و سگ‌ها محسوب می‌شود.

## دین آزتک
سگ‌ها برای مردم آزتک در مرکز مکزیک دارای اهمیت مذهبی و نمادین قابل توجهی بودند. چندین محل دفن باستانی مربوط به سگ‌ها در مکزیک کشف شده است. شولوتل، یکی از خدایان مرگ در اساطیر آزتک، به شکل هیولایی با سر سگ به تصویر کشیده شده است.

## سنت چینی
سگ یکی از دوازده حیوان مقدس در طالع‌بینی چینی است. روز دوم سال نو چینی به‌عنوان روز تولد همه‌ سگ‌ها در نظر گرفته می‌شود و مردم چین در این روز به‌طور ویژه با مهربانی از سگ‌ها مراقبت می‌کنند. در چین، کره و ژاپن، سگ‌ها به‌عنوان محافظانی مهربان شناخته می‌شوند. پانهو، یک اژدها-سگ افسانه‌ای، در داستان‌ها به مردی تبدیل شد و با یک شاهزاده ازدواج کرد.
سگ‌ها در سنت و فولکلور چینی حضوری پررنگ دارند، نه‌تنها در طالع‌بینی و اسطوره‌شناسی، بلکه در جنبه‌های مذهبی و فرهنگی نیز نقش مهمی ایفا می‌کنند. در ادامه، اطلاعات بیشتری درباره‌ی جایگاه سگ‌ها در سنت‌های چینی ارائه می‌شود:
- نگهبانان معابد و خانه‌ها: سگ‌ها به‌عنوان محافظان و نگهبانان مورد احترام قرار گرفته‌اند. آنها اغلب در ورودی معابد، خانه‌ها و مکان‌های مهم به تصویر کشیده می‌شوند. در دین عامیانه‌ چین، باور بر این است که سگ‌ها توانایی دفع ارواح خبیث و محافظت در برابر انرژی‌های منفی را دارند. این سنت که از سگ‌ها به‌عنوان محافظ استفاده می‌شود، به‌طور عمیقی در فرهنگ چینی ریشه دوانده و بر نقش آنها به‌عنوان نمادهای وفاداری و هوشیاری تأکید دارد.
- بر اساس مقاله‌ای از هنریتا هاتالووا، حکایت معروف ژوانگزی بیان می‌کند که « سگ به‌خاطر خوب پارس کردنش خوب محسوب نمی‌شود، همان‌طور که انسان صرفاً به‌خاطر سخنان نیکو، فاضل و توانا شمرده نمی‌شود.[۱۳]

با وجود نگرش‌های مثبتی که در سنت چینی نسبت به سگ‌ها وجود دارد، این حیوانات تا پیش از ژوئن ۱۹۲۸ برای بیش از ۶۰ سال در چین ممنوع بودند. رابرت ای. بیکرز و جفری ان. واسرستروم اشاره کرده‌اند که: «قدرت توهین‌آمیز واژه‌ ‘سگ’ به‌عنوان لقبی تحقیرآمیز و غیرانسانی در چین بدون شک این توهین را شدیدتر کرده و باعث شده داستان جمله‌ توهین‌آمیز روی تابلو، بیش از پیش باورپذیر به نظر برسد.»

## مسیحیت

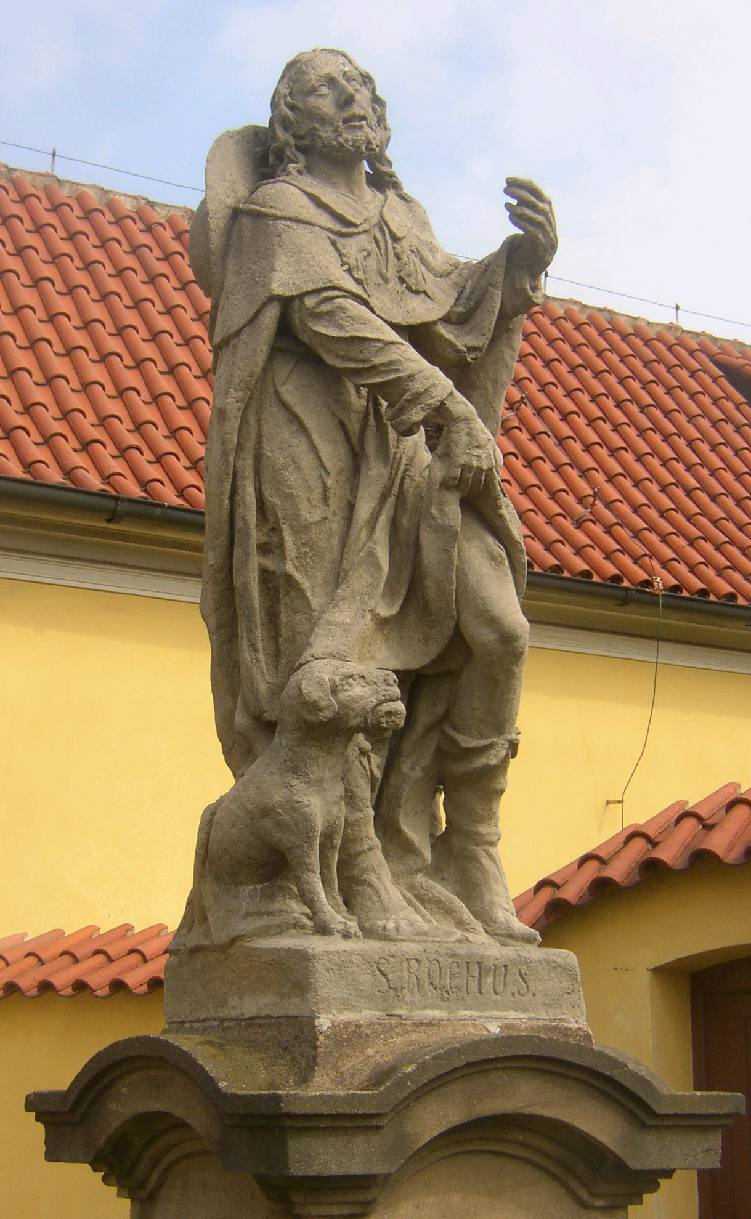
مجسمه سنت روچ به همراه سگش، در پراگ، جمهوری چک

در متون کتاب مقدس، سگ به‌عنوان نمادی از ناپاکی، گناه و انحراف اخلاقی ظاهر می‌شود.
مکاشفه ۲۲:۱۵: «زیرا بیرون خواهند ماند سگ‌ها، جادوگران، زناکاران، قاتلان، بت‌پرستان و هر که دروغ را دوست دارد و عمل می‌کند.»
فیلیپیان ۳:۲: «از سگ‌ها برحذر باشید، از کارگران شریر برحذر باشید، از اهل ختنه‌ی ظاهری برحذر باشید.»

### کاتولیسم روم
در کاتولیسیسم روم، ایکونوگرافی سنت دومینیک شامل تصویری از یک سگ است. این ارتباط از رویای مادر سنت نشأت می‌گیرد که در خواب دید سگی از رحم او بیرون می‌جهد و پس از آن باردار شد. به همین دلیل، نام فرقه‌ دومینیکن (لاتین کلیسایی: Dominicanus) شباهت آوایی به عبارت «سگ خداوند» یا «تازی خداوند» (لاتین کلیسایی: Domini Canis) دارد. در فولکلور مسیحی، گریم کلیسا اغلب به شکل سگی سیاه ظاهر می‌شود که وظیفه‌ محافظت از کلیساها و قبرستان‌های مسیحی را در برابر حرمت‌شکنی بر عهده دارد.
همچنین در کتاب دوم‌قانونی توبیاس، از سگی وفادار یاد شده که در سفرهای توبیاس، پسر طوبیت و فرشته رفائیل همراه آنها بود.
سنت روچ، که در اوایل قرن چهاردهم در فرانسه زندگی می‌کرد، در کلیسای کاتولیک روم به‌عنوان قدیس حامی سگ‌ها شناخته می‌شود. گفته می‌شود که او هنگام انجام کارهای خیریه به طاعون مبتلا شد و برای مرگ به جنگل پناه برد. در آنجا، سگی وفادار با لیسیدن زخم‌هایش و آوردن غذا، از او مراقبت کرد تا اینکه بهبود یافت. روز ۱۶ اوت، که جشن سنت روچ است، در بولیوی به‌عنوان «روز تولد همه‌ سگ‌ها» گرامی داشته می‌شود.
سنت گینفور نام سگی بود که از قرن سیزدهم تا قرن بیستم، در یک زیارتگاه محلی در فرانسه مورد احترام مردم قرار داشت و به‌عنوان قدیسی عامیانه مورد ستایش قرار می‌گرفت.
سگ سیاه و سفید گاهی به‌عنوان نمادی غیررسمی از فرقه‌ دومینیکن شامل برادران مذهبی، خواهران و راهبه‌های مذهبی به کار می‌رود. این ارتباط از یک بازی زبانی لاتین ناشی می‌شود: نام رسمی این فرقه «مبلغان برادران» (Ordo Praedicatórum، یعنی «فرقه‌ مبلغین») است، اما عموماً با نام «فرقه‌ دومینیکن» (برگرفته از سنت دومینیک، بنیان‌گذار آنها) شناخته می‌شود. از سوی دیگر، واژه‌ی لاتین «Dómini Canes» به معنای «تازی‌های خداوند» است که شباهت آوایی به نام این فرقه دارد.
در سال ۲۰۱۷، یکی از صومعه‌های فرانسیسکن یک سگ از نژاد اشناوزر را به فرزندخواندگی پذیرفت و نام «برادر کارملو» را بر او گذاشتند. تصاویری از برادر کارملو در حالی که لباس راهبان فرانسیسکن را به تن داشت، در اینترنت منتشر شد و به‌سرعت مورد توجه قرار گرفت.

## دین مصر باستان

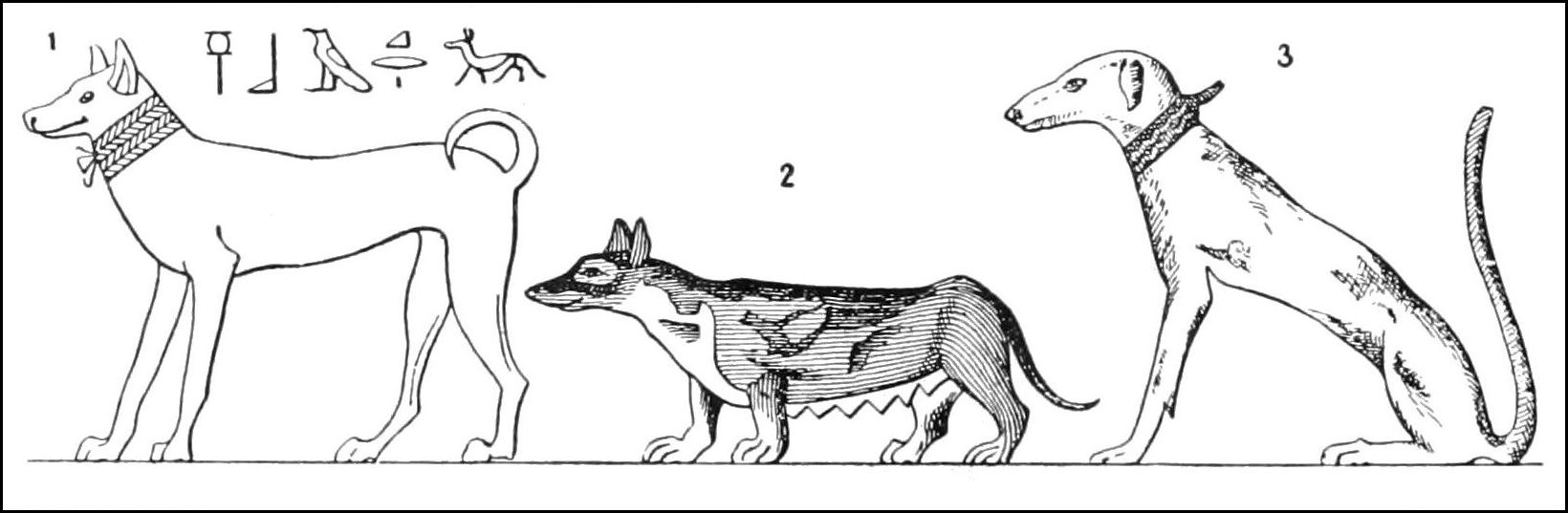
سگ‌هایی از مصر باستان

گرچه مصریان باستان بیشتر با گربه‌ها و الهه باستت شناخته می‌شوند، اما سگ‌ها نیز نقشی مقدس داشته و به‌عنوان نمادی مهم در نمادپردازی دینی ظاهر شده‌اند.
سگ‌ها با آنوبیس، خدای جهان مردگان که سر شغال داشت، ارتباط داشتند. در برخی دوره‌ها، دخمه‌های آنوبیئون در سقاره محل دفن سگ‌ها بودند. آنپوت، همسر آنوبیس، همتای زنانه‌ او محسوب می‌شد. او اغلب به‌شکل شغالی باردار یا شیرده یا به‌عنوان شغالی مسلح به خنجر به تصویر کشیده می‌شد.
علاوه بر آنوبیس و آنپوت، دیگر ایزدان مرتبط با سگ‌ها نیز در اساطیر مصر باستان یافت می‌شوند. آم‌هح خدایی کوچک از جهان زیرین که به‌صورت مردی با سر سگ شکاری به تصویر کشیده شده و در دریاچه‌ای از آتش زندگی می‌کرد. دوعاموتف در ابتدا به‌شکل مردی پیچیده در نوارهای مومیایی نمایش داده می‌شد، اما از دوران پادشاهی نوین به بعد، با سر شغال به تصویر درآمد. اوپوآوت به‌شکل گرگ یا شغال، یا مردی با سر گرگ یا شغال ترسیم می‌شد. حتی در مواردی که او به‌عنوان شغال معرفی شده، اغلب با پوشش خاکستری یا سفید نمایش داده شده که اشاره‌ای به ریشه‌های گرگی او دارد. خنتی-آمنتیو یکی از ایزدان آبیدوس در مصر علیا، که به‌شکل شغالی نگهبان شهر مردگان به تصویر کشیده می‌شد.
رابطه‌ میان سگ‌ها و دین به نخستین تمدن‌های بشری بازمی‌گردد. در مصر باستان، سگ‌ها مورد احترام بودند و با آنوبیس، خدای مومیایی‌سازی و دنیای پس از مرگ، مرتبط بودند. آنوبیس معمولاً با سری شبیه سگ به تصویر کشیده می‌شد که نشان‌دهنده‌ی باور مصریان به توانایی سگ‌ها در هدایت ارواح به دنیای پس از مرگ بود. سر ارنست آلفرد والیس باج درباره‌ این باورها می‌گوید: «انسان اولیه‌ مصر ناگزیر حیوانات را می‌پرستید، زیرا آنها از نظر قدرت، زور و هوش برتر از او بودند یا ویژگی‌هایی داشتند که می‌توانست به او آسیب بزند یا باعث مرگش شود.» این دیدگاه نشان می‌دهد که چرا برخی حیوانات، از جمله سگ‌ها، در باورهای دینی مصریان جایگاه برجسته‌ای داشتند. درک این ارتباط، به شناخت بهتر نقش فرهنگی و معنوی سگ‌ها در تاریخ ادیان کمک می‌کند.

## اساطیر یونانی
در جهان کلاسیک، سگ‌ها با هکاته ارتباط نزدیکی داشتند. سگ‌ها همچنین برای آرتمیس و آرس، حیواناتی مقدس بودند. سربروس سگی سه‌سر با دمی اژدهاگونه است که وظیفه‌ نگهبانی از دروازه‌های هادس را بر عهده داشت. لایلاپس سگی در اسطوره‌ یونان بود. هنگامی که زئوس نوزاد بود، سگی که تنها با نام «تازی زرین» شناخته می‌شود، از آلماته‌آ، بزی که زئوس را شیر می‌داد، محافظت کرد. در ادیسه هومر، هنگامی که اودیسئوس پس از ۲۰ سال در هیأتی مبدل به خانه بازمی‌گردد، تنها سگ وفادارش، آرگوس او را می‌شناسد و پس از دیدن او، از خوشحالی جان می‌دهد.
بر اساس اساطیر یونانی، سه صورت فلکی از ۸۸ صورت فلکی نجوم غربی نمایانگر سگ‌ها هستند:
- سگ بزرگ (درخشان‌ترین ستاره‌ این صورت فلکی شباهنگ است که به‌عنوان ستاره‌ی سگ نیز شناخته می‌شود)
- سگ کوچک
- تازی‌ها (سگ‌های شکاری)

## هندوئیسم

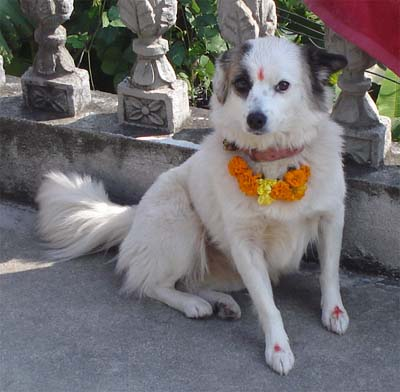
کوکور تیهار جشنواره ویژه هندوهای نپالی است که در آن سگ‌ها به عنوان وسیله نقلیه ایزدان بهایراوا تجلیل می‌شوند.

در اسطوره‌شناسی هندو، یاما، خدای مرگ، دو سگ نگهبان چهارچشمی دارد که وظیفه‌ مراقبت از دروازه‌های نرکه را بر عهده دارند. موتاپان، خدای شکار در منطقه‌ مالابار شمالی در کرالا، سگی شکاری را به‌عنوان مرکب خود دارد. در معبد موتاپان، سگ‌ها آزادانه رفت‌وآمد می‌کنند و زائران برای ادای احترام، مجسمه‌های برنزی سگ به معبد اهدا می‌کنند.
سگ (شوان) مرکب یا واهانا بهایراوا، یکی از تجلیات شیوا است.
در مهابهاراتا، زمانی که یودهیشتیرا به دروازه‌های بهشت (سورگا) می‌رسد، ایندرا به او اجازه‌ی ورود می‌دهد اما از ورود سگ همراهش جلوگیری می‌کند. یودهیشتیرا، که نمی‌خواست همراه وفادارش را رها کند، از ورود به بهشت بدون سگ امتناع می‌کند. ایندرا، که از وفاداری بی‌نظیر یودهیشتیرا تحت تأثیر قرار گرفته بود، سرانجام به سگ نیز اجازه‌ ورود به بهشت را داد.
در نمادپردازی برخی الهه‌ها و ایزدان هندو، سگ‌ها در پس‌زمینه‌ی تصاویر دیده می‌شوند، مانند داتاتریا و کاندوبا. در رامایانا، روایت شده که راما، شاه اسطوره‌ای هند، عدالت را برای یک سگ اجرا کرد و به داد او رسید.

## اسلام
دیدگاه اسلام نسبت به سگ‌ها متفاوت و گاه متضاد است. برخی مکاتب فقهی، آب دهان سگ را نجس می‌دانند.
اکثر فقهای اهل سنت و شیعه معتقدند که آب دهان سگ نجس است. نگهداری سگ به‌عنوان حیوان خانگی در میان مسلمانان غیرمعمول است. با این حال، تماس با سگ خشک، طبق باور برخی مسلمانان، باعث انتقال نجاست نمی‌شود و لمس سگ خشک اشکالی ندارد. در بریتانیا، از سگ‌های موادیاب پلیس با دقت ویژه استفاده می‌شود تا مستقیماً با مسافران تماس نداشته باشند و فقط چمدان‌ها را بررسی کنند. در برخی موارد، سگ‌هایی که به‌عنوان حیوان خانگی در خانه‌های مسلمانان نگهداری می‌شوند، کفش‌های چرمی مخصوص به پا دارند. در هنگام ورود به مساجد برای جست‌وجو و امنیت، سگ‌ها مجهز به کفش‌های چرمی می‌شوند تا از تماس مستقیم جلوگیری شود.
دیدگاه اسلام نسبت به سگ‌ها چندوجهی است و در احادیث روایات مختلفی درباره‌ آنها نقل شده است. طبق حدیثی در موطا امام مالک، محمد گفته است که نگهداری سگ، به‌جز برای شکار، چوپانی و حفاظت از خانه باعث کاهش بخشی از ثواب اعمال نیک مسلمانان می‌شود. با این حال، او بر مهربانی با سگ‌ها و دیگر حیوانات تأکید کرده است. ابوهریره روایت کرده است که پیامبر گفت:
«مردی در حال راه رفتن بود که احساس تشنگی کرد. پس به داخل چاهی رفت و از آن آب نوشید. هنگامی که بیرون آمد، سگی را دید که از شدت تشنگی گل می‌خورد. مرد با خود گفت: «این سگ همان مشکلی را دارد که من داشتم.» پس دوباره به داخل چاه رفت، کفشش را از آب پر کرد، آن را با دندان گرفت و از چاه بالا آمد و سگ را سیراب کرد. خداوند از این کار نیک او قدردانی کرد و گناهانش را بخشید. مردم پرسیدند: ای رسول خدا! آیا در کمک به حیوانات نیز پاداشی وجود دارد؟ او گفت: بله، در کمک به هر موجود زنده‌ای پاداش وجود دارد.»
رابطه‌ اسلام با سگ‌ها پیچیده و بیشتر تحت تأثیر عوامل فرهنگی بوده است تا صرفاً عوامل دینی. برخی از نگرش‌های منفی نسبت به سگ‌ها در جوامع اسلامی، ریشه در باورها و سنت‌های پیشااسلامی در میان قبایل عرب دارد. برخی قبایل عرب معتقد بودند که تماس با سگ‌ها موجب ناپاکی یا بدشانسی می‌شود. با ظهور اسلام، چارچوب دینی و اخلاقی جدیدی در منطقه معرفی شد که برخی از این باورهای پیشین را تغییر داد. در برخی احادیث، نگهداری سگ به‌عنوان حیوان خانگی نهی شده، اما این روایات موضوع بحث و تفسیر علمای مختلف اسلامی بوده است. برخی فقها و مکاتب اسلامی سگ‌ها را نجس (ناپاک از نظر شرعی) می‌دانند. اما این دیدگاه جهانی و یکپارچه در اسلام نیست و میان فقها اختلاف‌نظر وجود دارد. به گفته‌ ورا سوباسی در یک تحقیق «برخی مفتی‌های دولتی یا امامان محلی، سگ‌ها را حیواناتی ناپاک می‌دانند و در مناطقی که جمعیت سگ‌های خیابانی زیاد است، برخی افراد اقدام به کشتن یا مسموم کردن آنها می‌کنند». اما در مطالعه‌ای توسط جنی برگلوند، ادعا شده است که «شواهدی نشان می‌دهد که نگرش نسبت به سگ‌ها در برخی جوامع مسلمان در حال تغییر است. یکی از این نشانه‌ها، افزایش تعداد افرادی است که در کشورهای اسلامی سگ‌ها را به‌عنوان حیوان خانگی نگه می‌دارند». در میان فقیهان اسلامی، نظرات مختلفی درباره‌ سگ‌ها وجود دارد. بسیاری از مسلمانان با رعایت اصول بهداشتی با سگ‌ها و دیگر حیوانات تعامل دارند. برخی مکاتب فقهی سگ را نجس می‌دانند و تماس با آن را موجب نیاز به طهارت و شست‌وشو تلقی می‌کنند. در مقابل، برخی دیگر نگرش ملایم‌تری دارند و معتقدند که سگ‌ها ذاتاً ناپاک نیستند، بلکه فقط آب دهان آن‌ها ممکن است نجس تلقی شود. با وجود اختلاف‌نظرهای فقهی درباره‌ نجاست سگ، احادیث و تعالیم اسلامی بر مهربانی و شفقت نسبت به حیوانات، از جمله سگ‌ها، تأکید دارند.

## یهودیت
در مورد اینکه آیا شریعت خاخامی یهودی نگهداری از سگ‌ها را به عنوان حیوان خانگی مجاز می‌داند یا خیر، اختلاف نظر وجود دارد. منابع کتاب مقدس و خاخامی یهودی شامل ارجاعات متعددی هستند که سگ‌ها را با خشونت و ناپاکی مرتبط می‌دانند و داشتن سگ به عنوان حیوان خانگی یا نگهداری آنها را در خانه ناپسند می‌شمارند. سگ‌ها در هر دو منبع تنخ و تلمود به‌طور منفی توصیف شده‌اند و عمدتاً با خشونت و ناپاکی مرتبط هستند. در تثنیه ۲۳:۱۸، به نظر می‌رسد که سگ‌ها با تن‌فروشی برابر دانسته شده‌اند، و در کتاب‌های پادشاهان از سگ‌هایی سخن گفته شده که از اجساد تغذیه می‌کنند. همچنین، در مزامیر، سگ‌ها به عنوان حیواناتی که به انسان‌ها حمله می‌کنند، توصیف شده‌اند.
این دیدگاه منفی نسبت به سگ‌ها در تلمود نیز دیده می‌شود، جایی که از کسانی که سگ نگه می‌دارند به عنوان افراد نفرین‌شده یاد شده است. در ژوئیه ۲۰۱۹، تمام ربی‌های سفاردی شهر العاد در اسرائیل فرمانی صادر کردند که ورود سگ‌ها را به شهر ممنوع می‌کرد. توجیه این ممنوعیت چنین بیان شد: «همان‌طور که در تلمود و توسط رامبام توضیح داده شده، هرکسی که سگ نگه دارد، ملعون است.» در همان سال، خاخام آویراهام یوسف از شهر خولون نیز نقل‌قول شد که گفته بود: «من هیچ دلیلی برای مجاز دانستن نگهداری هیچ سگی، به هیچ شکلی، پیدا نمی‌کنم.»
تورات میشنا تصریح می‌کند که سگ‌ها باید زنجیر شوند، زیرا آنها اغلب باعث آسیب می‌شوند. شولحان عاروخ نیز بیان می‌کند که تنها سگ‌های بد باید بسته و زنجیر شوند. خاخام و تلمودیست قرن هجدهم، یعقوب امدن، نگهداری از سگ‌ها را برای اهداف اقتصادی یا امنیتی مجاز دانست، اما تأکید کرد که داشتن سگ صرفاً برای لذت، «دقیقاً رفتاری مانند بی‌ختنه‌ها» است.
در عین حال، یهودیت اجازه بی‌توجهی یا بدرفتاری با هیچ حیوان زنده‌ای را نمی‌دهد. قوانین یهودی تصریح می‌کنند که هر حیوانی که نگهداری می‌شود باید تغذیه شود، و همچنین مقرر شده که پیش از تهیه حیوان، باید برای تغذیه آن برنامه‌ریزی شود. این حکم شامل سگ‌ها نیز می‌شود.
اگرچه در منابع کتاب مقدس و خاخامی یهودی ارجاعات منفی به سگ‌ها وجود دارد، اما دیدگاه یهودیت نسبت به سگ‌ها چندوجهی است. در حالی که در برخی بخش‌ها، سگ‌ها با خشونت و ناپاکی مرتبط شده‌اند، این توصیفات همه‌جانبه نیستند. پیچیدگی این نگرش‌ها را می‌توان با بررسی چگونگی تأثیر تفاسیر خاص و عوامل فرهنگی بر درک سگ‌ها در طول زمان درک کرد. بر اساس پژوهش‌های آکرمن-لیبرمن و همکارانش، شریعت یهودی بی‌توجهی یا بدرفتاری با هر حیوان زنده، از جمله سگ‌ها، را ممنوع می‌داند و بر اهمیت مراقبت صحیح و مسئولیت‌پذیری در قبال حیوانات در جامعه یهودی تأکید دارد. کنت استو در کتاب خود به برخی گفته‌ها درباره تصویر سگ در جامعه یهودی اشاره می‌کند. او می‌نویسد: «استعاره‌ سگ یهودی و اضطراب همراه آن، که این سگ را به عنوان یک تهدید نشان می‌داد، جا افتاده بود.» علاوه بر این، جملاتی مانند «بازگشت به قی خود [مانند سگ]» و «سگ‌ها بدن قربانی را تکه‌تکه کردند» نیز به عادت‌های ناخوشایند سگ اشاره دارند و از این رو، قضاوت‌های منفی را منعکس می‌کنند.

## لوانت
در حفاری‌های باستان‌شناسی، گورستان سگ‌های اشکلون در لایه‌ای کشف شد که مربوط به دوره‌ای است که این شهر بخشی از امپراتوری هخامنشی بود. باور بر این است که این سگ‌ها ممکن است نقشی مقدس داشته باشند، اما شواهد موجود در این زمینه قطعی نیست.